# تیمور رودریگوئز
تیمور رودریگوئز با نام اصلی تیمور کریموف (زاده ۱۴ اکتبر، ۱۹۷۹، پنزا) هنرمند اهل روسیه که در زمینه‌های مختلفی نظیر خوانندگی به زبان انگلیسی، هنرپیشگی، بازی‌های کمدین فعالیت می‌کند، تیمور رودریگوئز در زمینه مجری گری تلویزیونی و DJ نیز مشغول است. وی متاهل و صاحب دو فرزند می باشد.